# José Santiago Rodríguez Zorrilla
José Santiago Rodríguez-Zorrilla e Ydoate (Santiago, 30 de diciembre de 1752-Madrid, 5 de abril de 1832) fue un catedrático y sacerdote criollo, 21.er obispo de Santiago de Chile, conocido por su ferviente apoyo a la Corona Española durante el proceso independista chileno.

## Biografía

### Primeros años y estudios
Hijo de Manuel Rodríguez-Zorrilla y Olmos y de María del Carmen Idoate y Pozo-Silva, estudió en el Real Convictorio de San Francisco Javier y luego en la Real Universidad de San Felipe, donde obtuvo los grados de Bachiller (1771) y Doctor en Teología (1775). Durante su estadía en Lima, estudió Leyes en la Universidad Mayor de San Marcos. 
Ordenado sacerdote en 1775, compartió el tiempo entre sus actividades sacerdotales y las labores docentes, siendo rector de la Real Universidad de San Felipe por tres períodos: 1788, 1789 y 1803. Además, fue canónigo de la Catedral (1787), Párroco de Renca (1792-1796), y secretario de los obispos Alday, Sobrino y Marán. 
A la muerte de este último fue nombrado vicario capitular, cargo que volvió a ocupar tras el fallecimiento del obispo electo Martínez de Aldunate en 1811.

### Roces con los patriotas

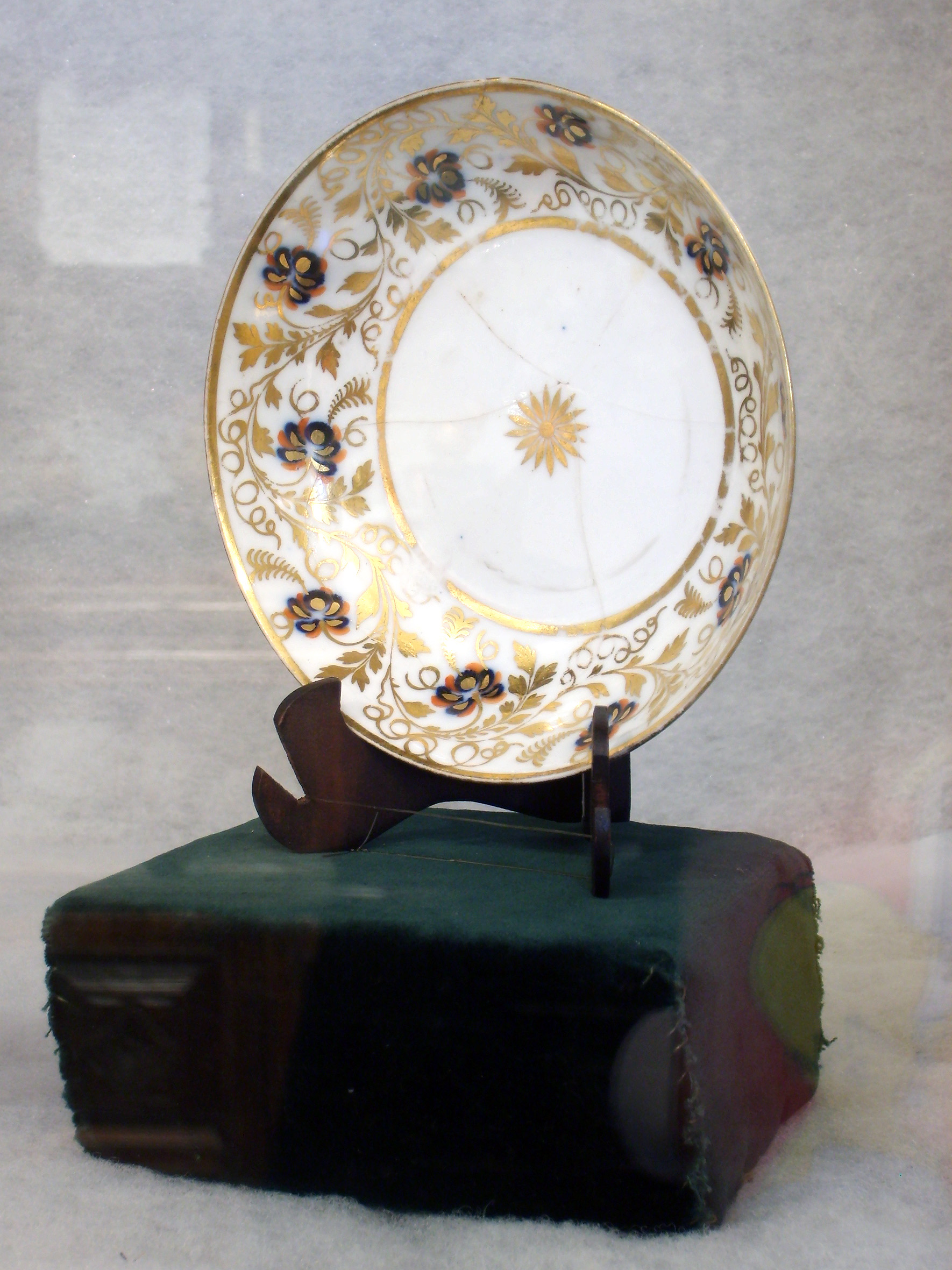
Porcelana perteneciente a Rodríguez Zorrilla, conservada actualmente en el Museo del Carmen de Maipú.

En 1811, el Consejo de Regencia lo propuso al Papa Pío VII para ocupar la vacante en la diócesis santiaguina. Pío VII accedió en 1815 y asumió al año siguiente.
De una clara posición realista, Rodríguez Zorrilla enfrentó varios problemas con las autoridades revolucionarias de Chile. En 1812, se negó a jurar obediencia al Reglamento Constitucional Provisorio de 1812, y en respuesta se le declaró reo de traición al Estado y se le relegó a Colina. 
Al asumir el gobierno eclesiástico de la diócesis de Santiago en 1816, sólo tuvo cuatro años efectivos de gobierno (siendo que oficialmente gobernó 17 años), puesto que cuando no estaba confinado en algún punto de Chile, se hallaba expulsado de él. 
Tras la Batalla de Rancagua se encargó de los juicios que por infidencia se siguieron en contra de varios sacerdotes; atribuyéndosele activa participación en el cierre del Instituto Nacional. Siguió manifestando abiertamente su postura realista en el gobierno de Bernardo O'Higgins, quien lo deportó a Mendoza en 1817.

### Regreso, confinación y nuevo exilio
En 1822, Rodríguez pudo regresar al país, a condición de que delegase sus funciones administrativas en un sacerdote que mereciera la plena confianza del gobierno. Mientras tanto, Rodríguez residía en Melipilla. 
Ese mismo año fue repuesto en su cargo, el que ejerció hasta 1825 cuando otra vez fue expulsado del país. Esta vez, el motivo estuvo directamente relacionado con la conflictiva visita del delegado apostólico del Vaticano, Giovanni Muzi, que en la prensa fue acusado de visitar el país en calidad de espía de la Santa Alianza, acusación que era al menos encajaba con la reciente oposición del papado a la independencia de los países de la América Latina, como había quedado de manifiesto en la encíclica Etsi longissimo terrarum (que llamaba a "desarraigar y destruir completamente la funesta cizaña de alborotos y sediciones que el hombre enemigo sembró en esos países" de la "América sujeta al Rey Católico de las Españas"). En medio de la polémica subsiguiente entre Rodríguez Zorrilla, el canónigo independentista José Ignacio Cienfuegos y el gobierno, en diciembre de 1825 el obispo fue embarcado hacia Acapulco, desde donde partió (vía Veracruz, Nueva York, El Havre) a Madrid.

"...Téngase presente que las ideas de nuestros antepasados, fundadores de la República (de Chile), eran de tal naturaleza con lo que respecta a la curia romana, que tan solo haber escrito Mariano Egaña -que no hubo mejor católico- que el obispo Rodríguez estaba carteándose con Roma, le pusieron aquellos a medianoche en un colchón y le mandaron a México".
Benjamín Vicuña Mackenna

Murió en Madrid en 1832. Sus restos fueron repatriados y sepultados en la Catedral Metropolitana de Santiago en diciembre de 1852.

## Sucesión
| Predecesor: Francisco José Marán | Obispo de Santiago de Chile 1815 - 1832 | Sucesor: Manuel Vicuña Larraín |